# Генрих II Мекленбургский
Генрих II Лев (нем. Heinrich II. der Löwe; 1267 — 21 января 1329, Штернберг) — с 1287 года соправитель, с 1302 года единоличный правитель княжества Мекленбург.

## Биография
Сын Генриха I, находившегося в 1275—1298 годах в плену в Святой Земле. В 1287—1289 годах правил совместно с братом — Иоганном III. До этого с 1275 года регентами Мекленбурга были его мать Анастасия, дяди Николай III (до 1290 года) и Иоганн II (до 1283 года). С 1298 года соправитель отца.
В 1299 году получил в лён от своего тестя Альбрехта III Бранденбургского Старгард.
В 1304 году вместе с маркгафами Бранденбурга и чешским королём Вацлавом II принял участие в войне с королём Альбрехтом, за что получил прозвище «Лев».
В 1308—1317 годах воевал с городами Висмар, Росток и Штральзунд (с переменным успехом).
В 1315—1317 годах воевал с маркграфами Бранденбурга, занявшими Старгард после смерти жены Генриха II — его номинальной владелицы. В этой войне одержал победу.
После прекращения династии Бранденбургских Асканиев (1320 год) захватил Пригниц и Укермарк.
21 мая 1323 года заключил договор с датским королём Кристофом, по которому получил от него в лён Росток, Гноэн и Шван.
В 1325 году проиграл войну с новым маркграфом Бранденбурга и был вынужден вернуть Пригниц и Укермарк.
Вступил в борьбу за наследство умершего в 1325 году рюгенского князя Вицлава, но получил лишь небольшую денежную компенсацию.

## Семья
Генрих II Лев был женат трижды. Первая жена (1292) — Беатриса (р. 1270/1280, ум. 1314), дочь маркграфа Альбрехта III Бранденбургского. Дочь:
- Мехтильда (1293—1357), муж (1311) — герцог Оттон III Брауншвейг-Люнебургский.

Вторая жена (свадьба 6 июля 1315) — Анна Саксен-Виттенбергская (ум. 2 ноября 1327), дочь герцога Альбрехта. Дети:
- Генрих (1316—1321)
- Анастасия (1317—1321)
- Альбрехт II (1320—1379) — первый герцог Мекленбурга
- Агнесса (1321—1340), с 1338 жена герцога Николая III цу Верль-Гюстров
- Иоганн I (IV) (1323—1392) — с 1348 герцог Мекленбург-Штаргарда
- Беатриса Мекленбургская (1324—1399) — аббатиса монастыря Рибнитц.

Третья жена (свадьба март/июнь 1328) — Агнесса, дочь графа Гюнтера фон Линдов-Руппин.

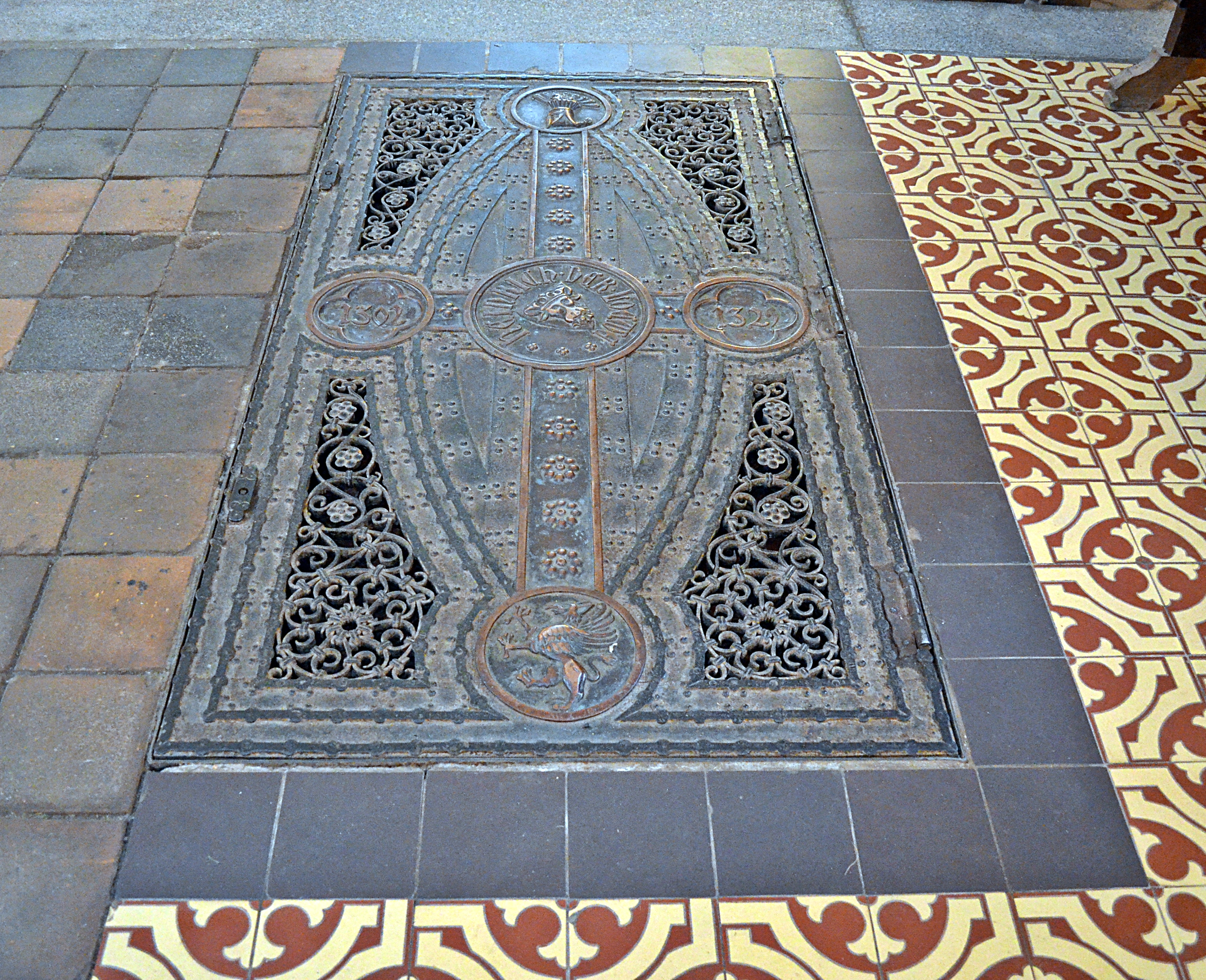
Могила Генриха II Мекленбургского